# دزوراک، سیونیک
دزوراک (به ارمنی: Ձորակ) یک منطقهٔ مسکونی در ارمنستان است که در استان سیونیک واقع شده‌است.  در  کیلومتری جنوب کاپان، مرکز استان سیونیک واقع شده است.

## خصوصیات
دزوراک خالی از سکنه است.